# Vasikkasaari (ö i Finland, Norra Savolax, Norra Savolax, lat 63,58, long 26,96)
Vasikkasaari är en ö i Finland. Den ligger i sjön Haapajärvi och i kommunen Idensalmi i den ekonomiska regionen  Övre Savolax ekonomiska region  och landskapet Norra Savolax, i den centrala delen av landet, 400 km norr om huvudstaden Helsingfors. Öns area är 1,6 hektar och dess största längd är 260 meter i öst-västlig riktning.